# Leo Wolpert (Geistlicher)
Leo Wolpert (* 16. November 1884 in Albstadt; † 17. Dezember 1961 ebenda) war ein deutscher römisch-katholischer Geistlicher und Schriftsteller.

## Leben und Wirken
Wolpert erhielt die Priesterweihe am 2. August 1908 und wurde 1912 Hauptschriftleiter des Würzburger katholischen Sonntagsblattes. Dieses Amt bekleidete er bis 1941. Als Schriftsteller benutzte er das Pseudonym „Colonat“.

## Ehrungen und Auszeichnungen
Während seines Berufslebens wurde er Prälat und erhielt den Titel Päpstlicher Geheimkämmerer.

## Veröffentlichungen

### Autor
- Schimmer der Ewigkeit. Christliche Beispiele. Würzburg ohne Jahresangabe
- In der Apostelschule: Lesungen im Anschluß an die Sonntagsepisteln. Freiburg/Breisgau, Herder Verlag 1922
- Von unsern lieben Heiligen, 52 Legendenbilder, Freiburg/Breisgau, Herder 1924
- Gebetsweisheit der Kirche. Freiburg, Herder 1925.
- Der Sonntag der Seele. Besinnliche Lesungen, Herder 1925
- Unterwegs zur Heimat. Sonntagslesungen. Freiburg/Breisgau, Herder &, Co. 1926.
- Also sprach Bruder Berthold. Zweihundert kleine Geschichten. Frankfurter Domverlag, Frankfurt/Main 1927.
- Von unseren lieben Heiligen. Zweiundfünfzig Legendenbilder. Herder & Co Verlag, Freiburg 1932
- Fünf Minuten Christenlehre, Band 1–3, Pustet, Regensburg 1937–1938
- Der reiche Arme. Ein Franziskus-Büchlein. Echter Verlag, Würzburg 1947
- Die Parabeln des Pater Bonaventura. Echter Verlag, Würzburg 1947
- Wachen und Wirken: Religiöse Lesungen,  Echter-Verlag, Würzburg 1948
- Kind und Himmelreich. Ein Beispielbuch. Echter-Verlag, Würzburg 1949
- Tue Das. Predigtentwürfe Über die Christenpflichten. Echter-Verlag, Würzburg 1949
- Die Fürstin der Milde. Ein Elisabeth–Büchlein. Echter-Verlag, Würzburg 1949
- Fünf Minuten Christenlehre. Drei Reihen Katechismuslesungen, Verlag F. Pustet, Regensburg 1949
- Lebe mit deiner Kirche. Gedanken im Anschluß an die Liturgie. Würzburg 1949
- Colonat, Die Kanzelsprache. Homiletische Plaudereien, Würzburg, Echter 1949.
- Ereignisse und Gleichnisse. Ein Buch zum Lesen, Lehren und Leben. Verlag Friedrich Pustet, Regensburg 1950
- Schimmer der Ewigkeit. Christliche Beispiele. Echter-Verlag, Würzburg 1953

### Herausgeber
- St. Antonius Glöcklein. Monatsschrift für alle Verehrer des großen Heiligen von Padua.
- Also sprach Bruder Berthold. Zweihundert kleine Geschichten. Würzburg Rita-Verlag (um 1930).
- Colonat, Aus dem Tagebuch eines Christen, Würzburg, Echter-Verlag 1933